# Andreas Collstrop
Andreas Collstrop (født 19. april 1847 i København, død 21. juli 1933 i Helsingør) var en dansk grosserer og legatstifter. 
Andreas Collstrop var søn af tømmerhandler Rudolph Collstrop og Henriette Claudine Martine Oppermann. Han fik en handelsuddannelse hos J. P. Suhr & Søn og sendtes herefter til England. I 1875 indtrådte han som medejer af faderens træimprægnerings- og trælastforretning og efter hans død i 1877 blev han eneindehaver af firma R. Collstrop.
I 1888 skrev firmaet kontrakt med De Danske Statsbaner om levering af sveller og Collstrop anlagde  et savværk og et trykimprægneringsanlæg i Køge. Det brugtes hovedsagelig til at imprægnere fyrretræssveller og telefonpæle med zinkklorid og tjæreolie, et biprodukt fra fremstilling af koks, i store autoklaver (Rütgers metode). Omkring 
40 mand arbejdede på fabrikken.
Collstrops firma samarbejdede med Julius Rütgers i Berlin og fik efterhånden afdelinger i Danzig og i de baltiske stater. Sammen drev de syv imprægneringsfabrikker og to mobile anlæg i Rusland frem til 1. Verdenskrig.
I 1914 omdannedes virksomheden til et aktieselskab, med Andreas Collstrop som direktør og formand for bestyrelsen, til sin død i 1933.
Collstrop var tillige medstifter af Kjøbenhavns Flydedok og Skibsværft og var i mange år medlem af værftets bestyrelse. Fra 1907 var han medlem af Landmandsbankens bankråd og senere af dets bestyrelse.
I marts 1925 oprettede han et legat med navnet Grosserer C.s Hjem for en dansk Videnskabsmand. Det omfattede dels hans store villa Lundehave ved Helsingør og dels en kapital på 300.000 kr., der voksede yderligere til legatet trådte i funktion ved Collstrops død. I 1934 modtog sprogforsker Otto Jespersen som første videnskabsmand dette legat.
Collstrop er afbildet på P. S. Krøyers maleri Fra Københavns Børs.